# Hässjeholmen, Nagu
Hässjeholmen är en ö nära Haverö i Nagu,  Finland. Den ligger i Skärgårdshavet i Pargas stad i den ekonomiska regionen  Åboland i landskapet Egentliga Finland, i den sydvästra delen av landet. Ön ligger omkring 2 kilometer väster om Haverö, 9 kilometer nordost om Nagu kyrka, 27 kilometer sydväst om Åbo och omkring 160 kilometer väster om Helsingfors. Närmaste allmänna förbindelse är förbindelsebryggan vid Själö som trafikeras av M/S Falkö och M/S Östern.
Öns area är 2,5 hektar och dess största längd är 230 meter i sydväst-nordöstlig riktning. Ön höjer sig omkring 0 meter över havsytan. I omgivningarna runt Hässjeholmen växer i huvudsak barrskog.